# Alexandre Kulibin
Alexandre Kulibin (en russe : Александр Яковлевич Кулибин ; en français : Aleksandr Iakovlevitch Koulibine), né le 1er décembre 1937 à Gorki, est un coureur cycliste soviétique, qui participa dans les années 1960 à de nombreuses compétitions internationales. En 1963, il est membre de la première  équipe de l'Union soviétique à prendre part au Tour de l'Avenir. En 1969, il remporte le Tour de l'URSS.

## Biographie
Lorsque le quotidien sportif français L'Équipe présente en 1963 les "7 de l'URSS", les 7 coureurs qui vont prendre le départ du Tour de l'Avenir, le nom d'"Alex Kulibine" vient en septième et dernière place :
Alex Kulibin, de Gorki, 26 ans, 1,80 m. Étudiant en philologie, célibataire.
Alors que ses 6 coéquipiers se voient attribuer quelques bribes de palmarès, rien de tel ne figure derrière ce nom. Pourtant, le public du Grand Prix cycliste de L'Humanité, pourrait ajouter : vainqueur de la 1re étape du "Grand Prix" et 2e du classement final en 1963. Un autre source est un peu plus bavarde, il s'agit de l'hebdomadaire Miroir-sprint. Le journaliste Paul Denise, envoyé spécial pour suivre ce Tour, est allé aux renseignements et les plus sûrs sont ceux donnés par le directeur sportif de l'équipe d'URSS, Leonid Cheletchniev. À la question "Kulibine ?", le "coach soviétique répond : « C'est un as spécial, il est en forme  et il a notamment dans le Grand Prix cycliste de L'Humanité une expérience des courses en France ». S'il est permis de douter de cette grande expérience, la longévité et la variété des terrains d'action d'Alexandre Kulibin, qui figure au Tour d'Égypte 1961, et qui remporte en 1969 le Tour de l'URSS, montrent un coureur de bon niveau.
En cette année 1969, il participe pour la cinquième fois au Grand Prix cycliste de L'Humanité, et comme en 1967 il ouvre la course  par une victoire dans le prologue contre-la-montre au Havre.

## Palmarès
- 1959
  -  Champion d'URSS du contre-la-montre par équipes avec l'équipe de la République fédérative de Russie (avec Gainan Saidschushin, Boris Biebenine et Markov)
- 1961
  - 2e du Tour d'Égypte
- 1963
  - 1re étape du Grand Prix cycliste de L'Humanité
  - 2e du Grand Prix cycliste de L'Humanité
- 1964
  - 2e du Grand Prix cycliste de L'Humanité
  - 3e du championnat d'URSS sur route
- 1965
  - 2e étape du Grand Prix cycliste de L'Humanité
  - 3e du Grand Prix cycliste de L'Humanité
- 1967
  - Prologue du Grand Prix cycliste de L'Humanité
  - 1re étape du Tour de Pologne
  - 2e du Tour de Pologne
- 1968
  - Tour de la Marmara[3] :
    - Classement général
    - 4e et 5e étapes
- 1969
  - Prologue du Grand Prix cycliste de L'Humanité[4]
  - Tour de l'URSS[5]
  - 3e du Tour de la Marmara
  - 3e du Gran Premio della Liberazione
  - 5e du Tour de Pologne

### Places d'honneur
- 1963
  - 30e du Tour de l'Avenir
- 1964
  - 4e du Tour du Saint-Laurent (Québec/Canada)[6]
  - 9e de la Course de la Paix
- 1967
  - 63e du championnat du monde sur route amateurs
- 1968
  - 47e de la Course de la Paix